# Ferocactus tortulispinus
Ferocactus tortulispinus là một loài thực vật có hoa trong họ Cactaceae. Loài này được H.E.Gates mô tả khoa học đầu tiên năm 1933.